# Bahnstrecke Lhasa–Xigazê
| Zug im Bahnhof Xigazê |                      |                                 |                                 |
| Streckenlänge: | 251 km               |                                 |                                 |
| Spurweite: | 1435 mm (Normalspur) |                                 |                                 |
| Streckengeschwindigkeit: | 120 km/h             |                                 |                                 |
| |                      |                                 |                                 |
| \| \| 0 \| Lhasa \| 3641 m \| \| \| \| Lhasa-Bahn von Xining \| \| \| \| 4 \| Lhasa Süd \| Lhasa Süd \| \| \| 18 \| Baide \| Baide \| \| \| 32 \| Xierong (Xêrong) \| Xierong (Xêrong) \| \| \| \| Sichuan-Tibet-Bahn von Chengdu \| \| \| \| \| Brücke über den Lhasa He \| \| \| \| \| Qüxü \| \| \| \| \| Chabala \| \| \| \| \| Tunnel \| \| \| \| \| Nyêmo \| \| \| \| \| Brücke über den Yarlung Tsangpo \| \| \| \| \| Tunnel \| \| \| \| \| Brücke über den Yarlung Tsangpo \| \| \| \| \| Tunnel \| \| \| \| \| Karu \| \| \| \| \| Tunnel \| \| \| \| \| Rinbung \| \| \| \| \| Brücke über den Yarlung Tsangpo \| \| \| \| \| Tunnel \| \| \| \| \| Dagzhuka \| \| \| \| \| Denggu \| \| \| \| \| zur Militärkaserne \| \| \| \| \| Jiqiong \| \| \| \| \| Kardoi \| \| \| \| \| Brücke über den Nyang Qu \| \| \| \| 247 \| Xigazê in Samzhubzê \| Xigazê in Samzhubzê \| \| \| 251 \| Xigazê West \| Xigazê West \| \| \| \| Sa’gya \| \| \| \| \| Nixia in Tingri \| \| \| \| \| Bum Chu \| \| \| \| \| Tingri \| \| \| \| \| Shelkar in Tingri \| \| \| \| \| Xiamude \| \| \| \| \| Peiku Tso \| \| |                      |                                 |                                 |
| Kopfbahnhof Streckenanfang | 0                    | Lhasa                           | 3641 m                          |
| Abzweig geradeaus, nach rechts und von rechts |                      | Lhasa-Bahn von Xining           | Lhasa-Bahn von Xining           |
| Blockstelle | 4                    | Lhasa Süd                       | Lhasa Süd                       |
| Blockstelle | 18                   | Baide                           | Baide                           |
| Haltepunkt / Haltestelle | 32                   | Xierong (Xêrong)                | Xierong (Xêrong)                |
| Abzweig geradeaus und nach links |                      | Sichuan-Tibet-Bahn von Chengdu  | Sichuan-Tibet-Bahn von Chengdu  |
| Brücke über Wasserlauf |                      | Brücke über den Lhasa He        | Brücke über den Lhasa He        |
| Haltepunkt / Haltestelle |                      | Qüxü                            | Qüxü                            |
| Blockstelle |                      | Chabala                         | Chabala                         |
| Tunnel |                      | Tunnel                          | Tunnel                          |
| Haltepunkt / Haltestelle |                      | Nyêmo                           | Nyêmo                           |
| Brücke über Wasserlauf |                      | Brücke über den Yarlung Tsangpo | Brücke über den Yarlung Tsangpo |
| Tunnel |                      | Tunnel                          | Tunnel                          |
| Brücke über Wasserlauf |                      | Brücke über den Yarlung Tsangpo | Brücke über den Yarlung Tsangpo |
| Tunnel |                      | Tunnel                          | Tunnel                          |
| Blockstelle |                      | Karu                            | Karu                            |
| Tunnel |                      | Tunnel                          | Tunnel                          |
| Haltepunkt / Haltestelle |                      | Rinbung                         | Rinbung                         |
| Brücke über Wasserlauf |                      | Brücke über den Yarlung Tsangpo | Brücke über den Yarlung Tsangpo |
| Tunnel |                      | Tunnel                          | Tunnel                          |
| Blockstelle |                      | Dagzhuka                        | Dagzhuka                        |
| Blockstelle |                      | Denggu                          | Denggu                          |
| Abzweig geradeaus und nach rechts |                      | zur Militärkaserne              | zur Militärkaserne              |
| Blockstelle |                      | Jiqiong                         | Jiqiong                         |
| Blockstelle |                      | Kardoi                          | Kardoi                          |
| Brücke über Wasserlauf |                      | Brücke über den Nyang Qu        | Brücke über den Nyang Qu        |
| Bahnhof | 247                  | Xigazê in Samzhubzê             | Xigazê in Samzhubzê             |
| Betriebs-/Güterbahnhof Strecke ab hier außer Betrieb | 251                  | Xigazê West                     | Xigazê West                     |
| Bahnhof (Strecke außer Betrieb) |                      | Sa’gya                          | Sa’gya                          |
| Bahnhof (Strecke außer Betrieb) |                      | Nixia in Tingri                 | Nixia in Tingri                 |
| Brücke über Wasserlauf (Strecke außer Betrieb) |                      | Bum Chu                         | Bum Chu                         |
| Bahnhof (Strecke außer Betrieb) |                      | Tingri                          | Tingri                          |
| Bahnhof (Strecke außer Betrieb) |                      | Shelkar in Tingri               | Shelkar in Tingri               |
| Bahnhof (Strecke außer Betrieb) |                      | Xiamude                         | Xiamude                         |
| Kopfbahnhof Streckenende (Strecke außer Betrieb) |                      | Peiku Tso                       | Peiku Tso                       |

| Tibetische Bezeichnung                           |
| ------------------------------------------------ |
| Tibetische Schrift: ལྷ་གཞིས་ལྕགས་ལམ།                |
| Wylie-Transliteration: lha gzhis lcags lam       |
| Offizielle Transkription der VRCh: Lha–Xi zaglam |
| Chinesische Bezeichnung                          |
| Vereinfacht: 拉日铁路                            |
| Pinyin:Lā–Rì tiělù                               |

Die Bahnstrecke Lhasa–Xigazê verbindet auf dem Gebiet des Autonomen Gebiets Tibet, dessen Hauptstadt Lhasa mit der zweitgrößten Stadt Xigazê. Eine Verlängerung nach Nepal ist geplant.

## Bauwerk
Die Strecke ist 251 Kilometer lang und verlängert die bestehende Lhasa-Bahn Richtung Westen. Sie hat zwölf Unterwegsbahnhöfe und ist für 120 km/h ausgelegt. Aufgrund der schwierigen Topographie mussten 29 Tunnel und 96 Brücken gebaut werden, die 45,8 Prozent der Gesamtstrecke ausmachen. Die Bauarbeiten begannen am 26. September 2010 und wurden im März 2014 weitgehend beendet. Die Baukosten betrugen 13,3 Mrd. Yuan (etwa 1,6 Mrd. €). Mit 50.000 Yuan (6100 Euro) pro Meter ist sie bisher die teuerste in China gebaute Bahnstrecke.
Die Strecke wurde am 16. August 2014 mit einem Eröffnungszug in Betrieb genommen, der von Lhasa nach Xigazê fuhr. Die Fahrzeit zwischen beiden Städten beträgt knapp drei Stunden. Dabei werden Diesellokomotiven der für das Hochgebirge angepassten chinesischen Baureihe China Railway HXN3 eingesetzt.

## Bahnhöfe
An der Strecke liegen folgende Bahnhöfe:
- Lhasa
- Lhasa Südbhf.
- Baide (白德)
- Xêrong (ཤེས་བྲོང། / 协荣)[4]
- Qüxü
- Carag (ཚྭ་རགས། / 茶巴拉)[4]
- Nyêmo
- Karru (མཁར་རུ། / 卡如)[4]
- Rinbung
- Dagzhuka (སྟག་གྲུ་ཁ། / 大竹卡)[5]
- Denggu (灯古)
- Jiqiong (吉琼)
- Kardoi (མཁར་སྟོད། / 卡堆)[4]
- Xigazê

## Planungen
Es ist geplant, die Strecke zum Grenzort Zham (འགྲམ། / 樟木) weiterzuführen, der über die Brücke der sino-nepalesischen Freundschaft mit Nepal verbunden ist. Langfristig soll die Strecke von Xigazê bis Ürümqi verlängert werden, wo sie einen weiteren Anschluss an das chinesische Eisenbahnnetz hätte, wobei auch ein Abzweig nach Pakistan vorgesehen ist. 
Bereits 2015 wurde angekündigt, dass die Strecke von Xigazê um 540 km bis Zongga verlängert werden sollte, geplante Eröffnung 2020, was nicht eingetreten ist. In einer Absichtserklärung vom Juni 2018, die von Chinas Präsidenten Xi Jinping und von Khadga Prasad Oli, dem Premierminister Nepals, unterzeichnet wurde, soll die Strecke bis 2025 um weitere 150 km via dem Grenzübergang Rasuwagadhi nach Kathmandu verlängert werden. Die Inbetriebnahme war für 2025 geplant. Im Jahr 2023 lag eine Planung bis zum See Peiku Tso vor. Später soll die Linie über das Aksai Chin nach Hotan verlängert werden, vor 2035 wird nicht mit einer Eröffnung gerechnet. Die Bahnstrecke wird als Strategische Bahn angesehen. Indien betrachtet den Ausbau durch das Aksai Chin mit Skepsis.